# Microsula pygmaea
Microsula pygmaea — викопний вид сулоподібних птахів родини сулових (Sulidae), що існував в міоцені в Європі та Північній Америці. Рештки знайдені в Австрії, Франції та США.